# أرنولد مول
أرنولد مول هو إداري استيطاني ‏ هولندي، ولد في 5 مايو 1675 في باتافيا ‏، وتوفي في 10 فبراير 1729 في جفنا في سريلانكا.